# Spiegelberg (Ministerialen)
Die Ministerialen von Spiegelberg waren eine Adelsfamilie, die vermutlich von den thurgauischen Freiherren von Spiegelberg abstammt.
Guntram († vor 1268) war Ministeriale des Klosters Reichenau und ist zwischen 1256 und 1263 bei Handänderungen als Zeuge nachgewiesen. Heinrich, 1334 ebenfalls Zeuge, war wohl ein Enkel Guntrams. Heinrichs Söhne, Heinrich und Walter, erbten 1349 von ihrem Grossvater Heinrich Meier von Wellenberg dessen Burg. Da sie verarmten, veräusserten die Brüder bis zu ihrer Letzterwähnung 1364 Hof um Hof. Walter verkaufte 1364 Wellenberg für 100 Mark Silber an die Ministerialen von Strass. Seine Söhne Hans und Guntram († 1375/76) waren nicht erfolgreicher; Letzterer verkaufte 1374 einen Hof bei Harenwilen.